# Енкантада-Ранчито-Ель-Калабос (Техас)
Енкантада-Ранчито-Ель-Калабос (англ. Encantada-Ranchito-El Calaboz) — переписна місцевість (CDP) в США, в окрузі Камерон штату Техас. Населення — 1981 особа (2020).

## Географія
Енкантада-Ранчито-Ель-Калабос розташована за координатами 26°2′5″ пн. ш. 97°38′11″ зх. д. / 26.03472° пн. ш. 97.63639° зх. д. (26.034674, -97.636378).  За даними Бюро перепису населення США в 2010 році переписна місцевість мала площу 7,57 км², з яких 7,52 км² — суходіл та 0,05 км² — водойми.

## Демографія
Згідно з переписом 2010 року, у переписній місцевості мешкало 2255 осіб у 539 домогосподарствах у складі 485 родин. Густота населення становила 298 осіб/км².  Було 617 помешкань (81/км²).
Расовий склад населення:
| - 84,1 % — білих - 1,1 % — корінних американців - 0,3 % — чорних або афроамериканців - 0,3 % — азіатів - 13,0 % — осіб інших рас |

До двох чи більше рас належало 1,2 %. Частка іспаномовних становила 98,2 % від усіх жителів.
За віковим діапазоном населення розподілялося таким чином: 35,8 % — особи молодші 18 років, 55,6 % — особи у віці 18—64 років, 8,6 % — особи у віці 65 років та старші. Медіана віку мешканця становила 26,8 року. На 100 осіб жіночої статі у переписній місцевості припадало 99,4 чоловіків;  на 100 жінок у віці від 18 років та старших — 90,5 чоловіків також старших 18 років.
Середній дохід на одне домашнє господарство  становив 32 592 долари США (медіана — 20 637), а середній дохід на одну сім'ю — 36 813 долари (медіана — 21 765). Медіана доходів становила 30 515 доларів для чоловіків та 17 344 долари для жінок. За межею бідності перебувало 48,2 % осіб, у тому числі 55,5 % дітей у віці до 18 років та 54,9 % осіб у віці 65 років та старших.
Цивільне працевлаштоване населення становило 653 особи. Основні галузі зайнятості: освіта, охорона здоров'я та соціальна допомога — 36,4 %, мистецтво, розваги та відпочинок — 18,5 %, роздрібна торгівля — 14,9 %.